# Bah
Bah es una ciudad y municipio situada en el distrito de Agra en el estado de Uttar Pradesh (India). Su población es de 16211 habitantes (2011). 

## Demografía
Según el censo de 2011 la población de Bah era de 16211 habitantes, de los cuales 8564 eran hombres y 7647 eran mujeres. Bah tiene una tasa media de alfabetización del 78%, superior a la media estatal del 67,68%: la alfabetización masculina es del 84,43%, y la alfabetización femenina del 70,92%.